# Błatnia
Błatnia (917 m n.p.m.) – szczyt górski w Paśmie Klimczoka i Szyndzielni w Beskidzie Śląskim.

## Nazwa
W 1571 r. wymieniana była w dokumentach niemieckich jako Berg Blatin, później w pismach czeskich jako Blatny lub Blatna. Po I wojnie światowej podawano nazwę Błatnia, gwarowo Błatnio, na dawnych mapach podawana jest także nazwa Góra Blatnia. Pod koniec XX wieku w przewodnikach turystycznych zaczęto podawać nazwę Błotny, jednak w Państwowym Rejestrze Nazw Geograficznych figuruje nazwa „Błatnia”.

## Topografia
To niewybitne wypiętrzenie grzbietu, wznoszące się niecałe 4 km na zachód od Klimczoka, jest zwornikiem dla biegnącego w kierunku zachodnim ramienia Czupla – Łazka – Zebrzydki oraz dla odgałęziającej się ku północy rosochy Przykrej, Wielkiej Polany i Palenicy. Błatnia jest także uważana za zwornik dla Pasma Błatniej, będącego przedłużeniem na zachód Pasma Klimczoka i Szyndzielni. Góruje nad dolinami trzech potoków: Jasienica, Chrobaczy i Błatnia (ten ostatni w górnej części Doliny Wapienicy). Większą część stoków pokrywają lasy mieszane lub bukowe, ale na wierzchołku, grzbietach w jego rejonie oraz południowych stokach opadających ku dolinie potoku Chrobaczego w Brennej jest ciąg polan, które do II wojny światowej stanowiły tradycyjny ośrodek gospodarki pasterskiej. Dawno jednak zaprzestano ich użytkowania, zarosły lasem i niektóre z nich istnieją już tylko na mapie (np. Hybnia, Stefanka). Istnieją jeszcze polany Szarówka, Stara Łąka, Bukowy Groń i największa, szczytowa polana Stołówka.
Przez Błatnią przebiega granica między Bielskiem-Białą, Jaworzem i Brenną

## Schronisko turystyczne
Schronisko PTTK na Błatniej powstało w latach 1925–1926. Zostało wybudowane przez niemieckie Towarzystwo Turystyczne „Przyjaciele Przyrody” (niem. Touristen-Verein „Naturfreunde”) z Aleksandrowic. W 1945 zostało przejęte przez Polskie Towarzystwo Tatrzańskie, następnie Polskie Towarzystwo Turystyczno-Krajoznawcze.
Obok schroniska węzeł szlaków turystycznych, którymi dotrzeć można m.in. na Klimczok, Szyndzielnię, Przełęcz Salmopolską, do Brennej, Jaworza, Wapienicy, Skoczowa, Grodźca.
Niedaleko schroniska na Błatniej, pod Wielką Cisową, istniała też chatka studencka „Wysoki Zamek”, ale uległa całkowitemu zniszczeniu w wyniku pożaru w latach 90. XX wieku. Obecnie w pobliżu tego miejsca znajduje się restauracja „Rancho”.

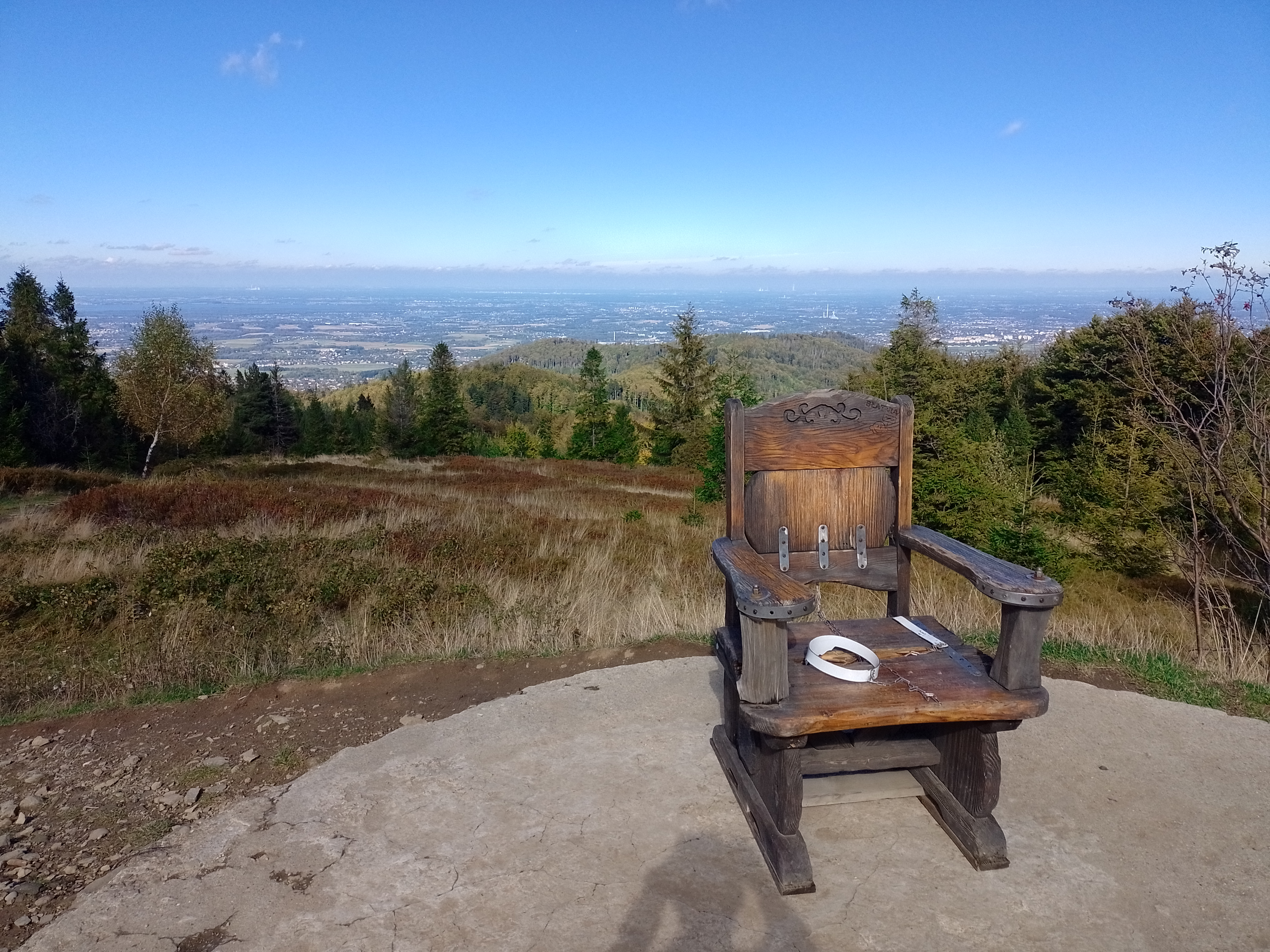
Symboliczny tron na szczycie Błatniej
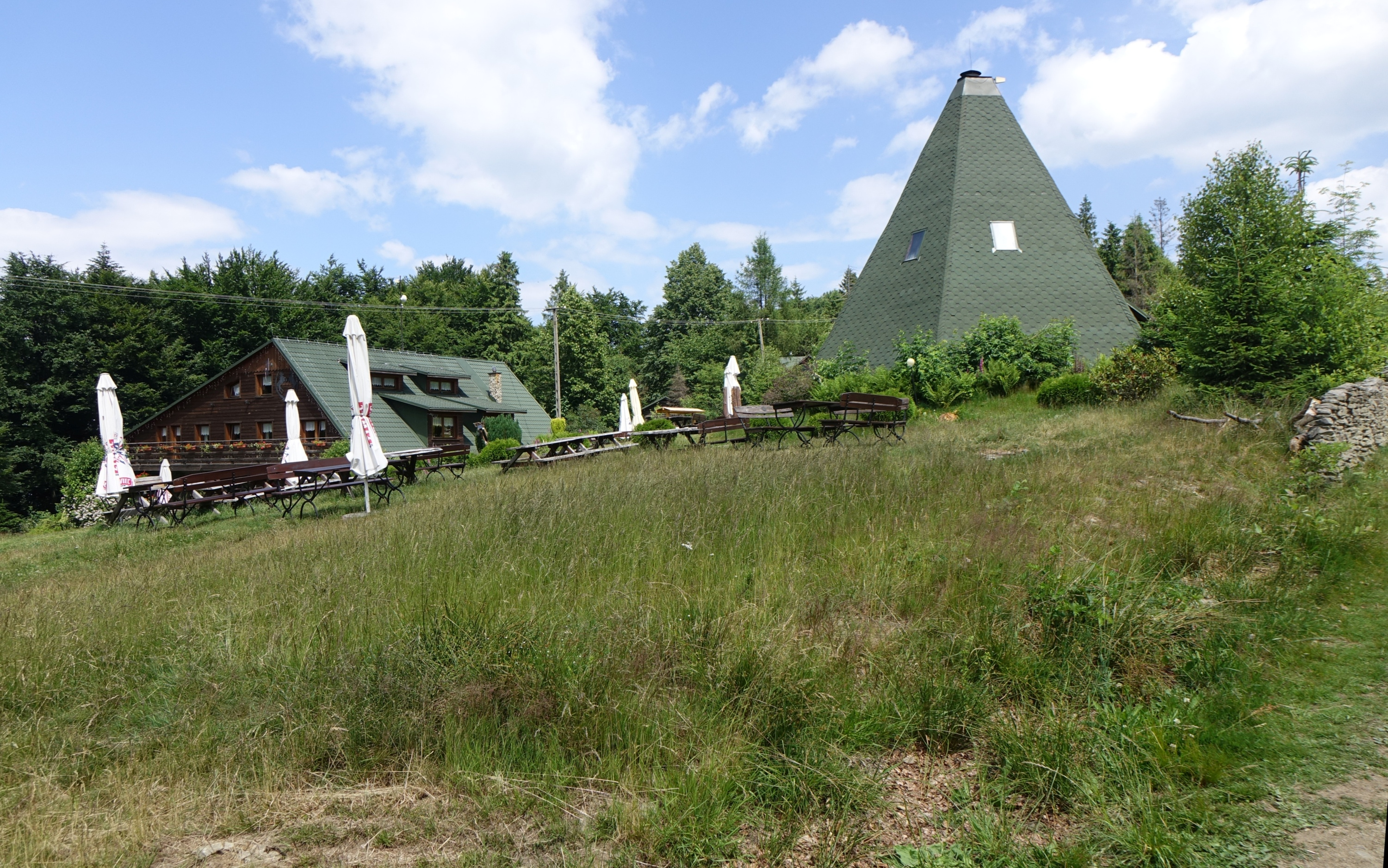
Rancho Błatnia
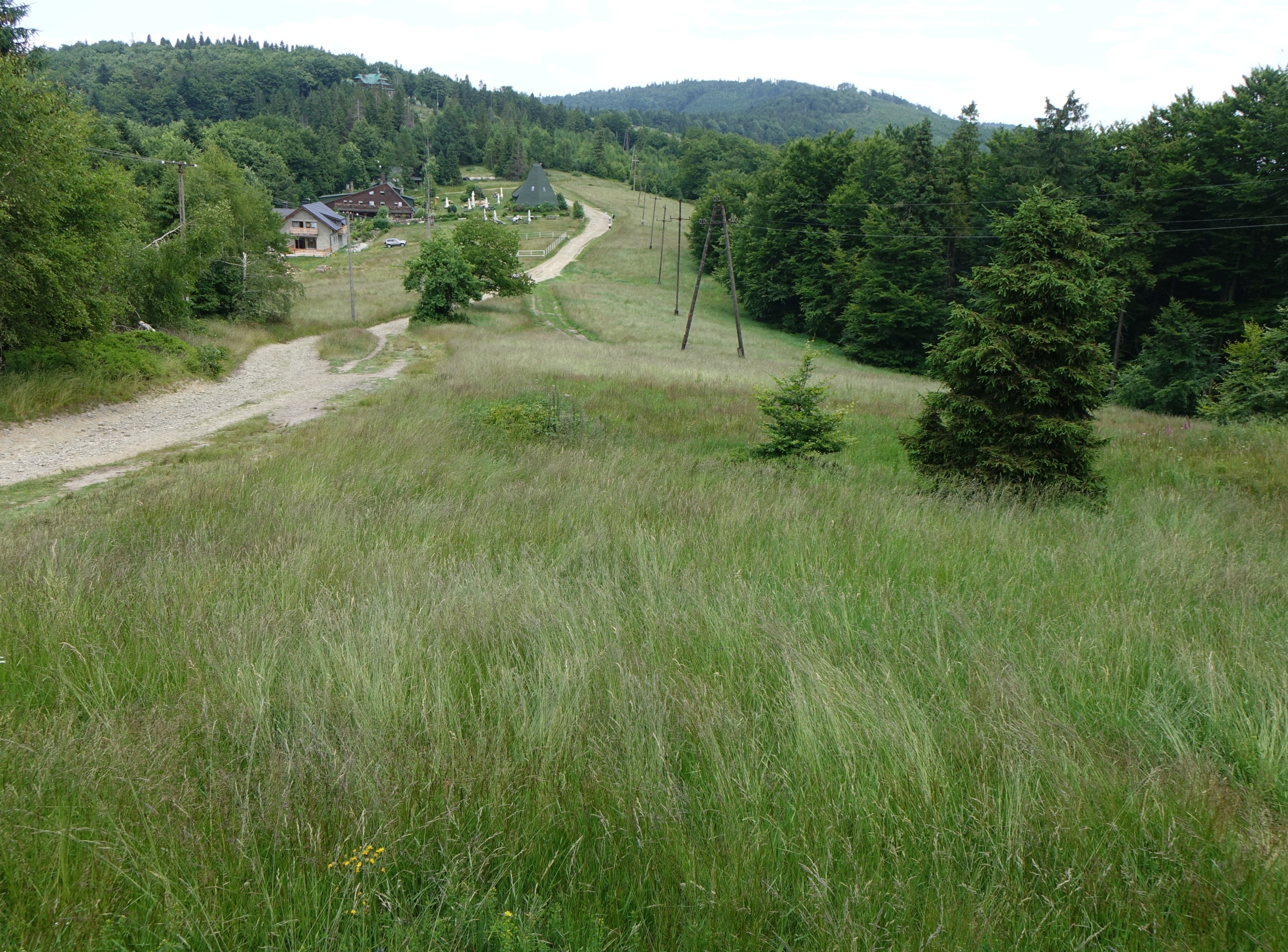
Błatnia i Stołów
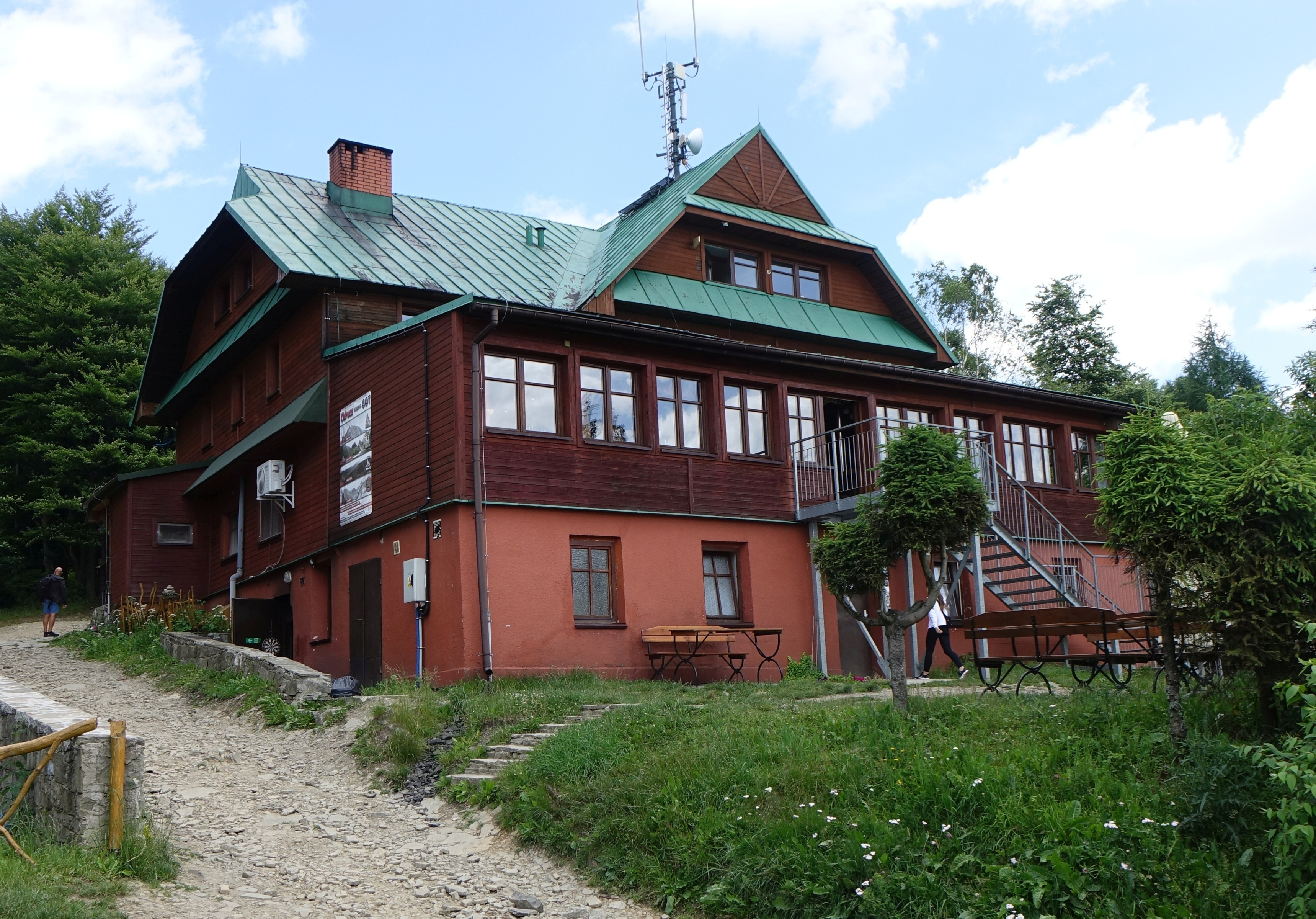
Schronisko na Błatniej
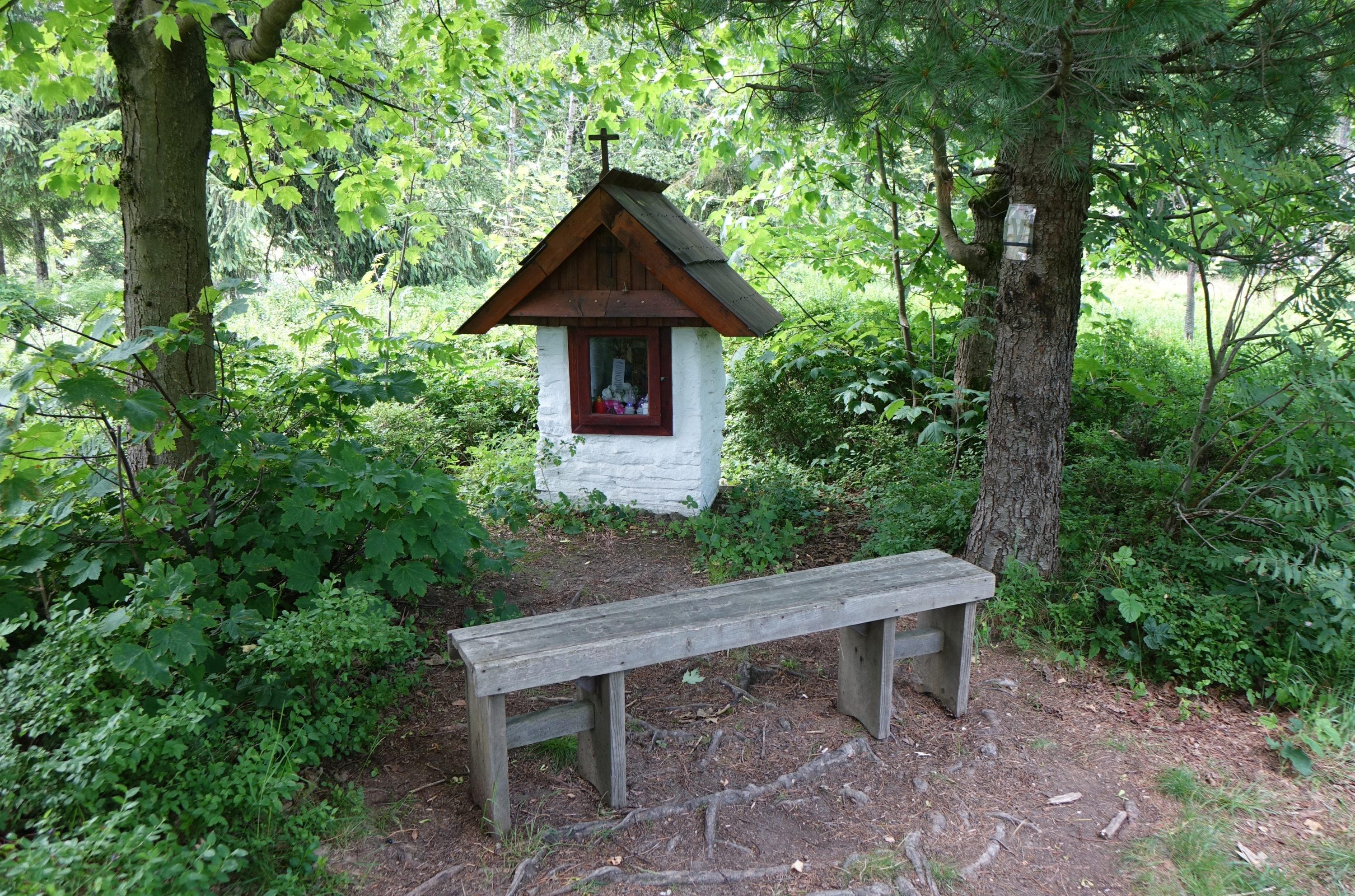
Kapliczka między Wielką Cisową i Błatnią
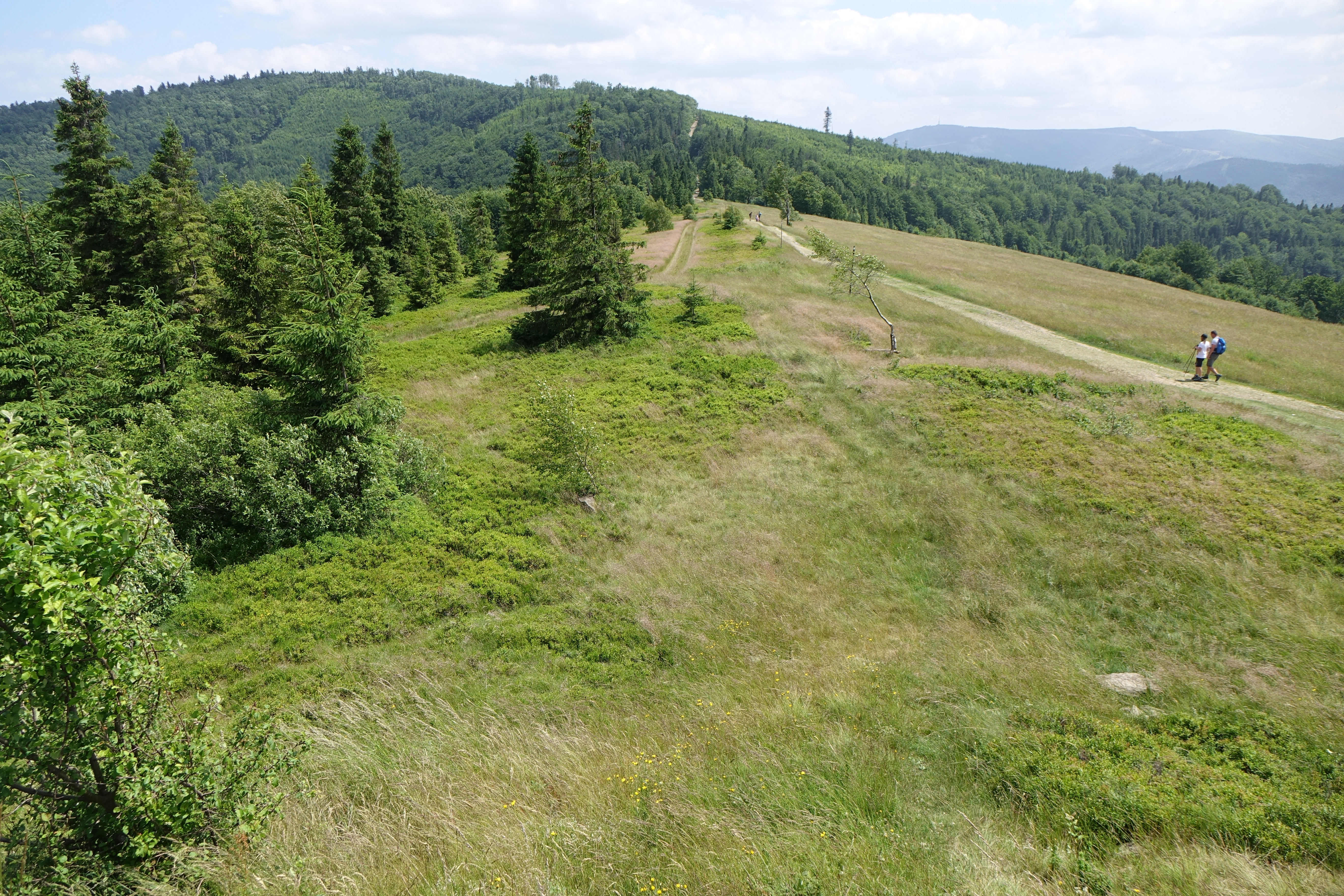
Polana Stołówka i widok na Stołów

## Panorama ze szczytu
Charakterystyczny kopiec na szczycie Błotnego jest doskonałym punktem widokowym. Oferuje on jedną z nielicznych w Beskidzie Śląskim pełną, dookolną panoramę, obejmującą wszystkie najciekawsze szczyty tej grupy górskiej. Na wschodzie, poza zalesioną kopułą Stołowa, wznosi się masyw Trzech Kopców i Klimczoka, opadający w lewo przez Szyndzielnię ku Pogórzu Cieszyńskiemu. Zwrócone ku nam stoki Klimczoka i Szyndzielni pokrywają lasy bukowo-świerkowo-jodłowe, opadające do Jeziora Wielka Łąka w Wapienicy. Na prawo od Klimczoka wyłania się upstrzony polanami masyw Skrzycznego (1257 m) – najwyższego szczytu Beskidu Śląskiego. Biegnie od niego w prawo przez Małe Skrzyczne, Malinowską Skałę i Zielony Kopiec aż po czerniejący w dali wał Baraniej Góry (1220 m), główny grzbiet Pasma Baraniej Góry i Skrzycznego. Na bliższym planie ponad doliną Brennej widnieje dwugarbny Kotarz, zza niego wysuwa się grzbiet Starego Gronia, a spoza Starego Gronia wybiega pasmo Trzech Kopców Wiślańskich – Orłowej i Równicy, zakończone wzniesieniem Lipowskiego Gronia. Na dalszym planie ponad Trzema Kopcami Wiślańskimi widzimy zalesioną kulminację Kiczor, na prawo od nich stromo opadający ku północy Stożek, a dalej całe pasmo graniczne z Cieślarem, Wielkim Soszowem i oddzieloną szerokim siodłem przełęczy Beskidek Wielką Czantorią (995 m). Na południowym zachodzie horyzont zamykają szczyty Beskidu Morawsko-Śląskiego: ponad Wielkim Soszowem grzbiet Wielkiego Połomu (1067 m), ponad przełęczą Beskidek – masyw Kozubowej (981 m). Na prawo od Czantorii wyraźny stożek Jaworowego (1032 m) wtapia się w masyw Ropicy (1082 m), zaś ponad nimi dominuje Łysa Góra (Lysá hora, 1323 m) – najwyższy szczyt tej grupy górskiej. Na południu ponad garbami Kotarza widać w perspektywicznym skrócie nałożone na siebie szczyty pasma Wielkiej Raczy w Beskidzie Żywieckim, a ponad nimi pokazują się czasem najwyższe wierzchołki Małej Fatry na Słowacji. Po stronie północnej widać rozległą panoramę miasteczek i wsi śląskich od Skoczowa po Bielsko-Białą. W profilu Doliny Wapienicy interesująco prezentują się bielskie osiedla mieszkaniowe dzielnicy Aleksandrowice. W dali połyskuje tafla wody Zbiornika Goczałkowickiego, a przy sprzyjających warunkach atmosferycznych widoczne są nawet odległe Wzgórza Łazisko-Mikołowskie.

## Szlaki turystyczne
- szlaki piesze:

 z Jaworza Centrum – 2 godz. z powrotem 1:30 godz.
 z Wapienicy – 3 godz., z powrotem 2:30 godz.
  ze Skoczowa przez Łazek – 4 godz. (znakami zielonymi, a potem czerwonymi),
 z Jaworza Nałęża przez Łazek – 2:45 godz, z powrotem 2:30 godz.
 z Klimczoka – 1.30 godz, z powrotem 1:30 godz.
  z Brennej – Kotarz przez przełęcz Karkoszczonkę 2:30 godz. (znaki żółte, a potem czerwone),
  ze Szczyrku – 2:30 godz. (znaki żółte, a potem czerwone).
- szlaki piesze zlikwidowane:

 Z Grodźca – w 2010 roku zlikwidowany na odcinku Grodziec Śląski – Łazek.